# Callicilix
Callicilix és un gènere monotípic de papallones nocturnes de la subfamília Drepaninae creada per Butler el 1885. La seva única espècie és Callicilix abraxata, descrita pel mateix autor i el mateix any.
L'envergadura alar és d'uns 44 mm. Els adults són de color blanc cremós, totes les ales amb una sèrie marginal de grans taques ovalades de color gris i alguns pegats irregulars en part confluents que solen formar una banda submarginal. Les anteriors estan creuades per un cinturó central ampli i una mica irregular, de color marró gris cap a la vora i tanca una taca del color del terra, però marró daurat fosc per sota de la vena subcostal, creuat per venes grisenques amb extremitats negres i transversals, internament per una línia sinuosa pàl·lida. Hi ha tres punts marrons grisos a la zona basal i hi ha dues taques ovalades a les interseccions radials i una tercera taca blanca de perla prop de l'àpex. Les posteriors tenen un gran pegat de color gris marró des del centre del marge abdominal fins a la meitat de l'ala, on es continua per dues taques fins a la vora. Hi ha una petita taca propera a la base de l'àrea interna-mitjana i quatre taques de color blanc perlat al disc entre les venes submedianes i les radials.

## Subspecies
- Callicilix abraxata abraxata (Japó)
- Callicilix abraxata nguldoe (Oberthür, 1893) Xina (Sichuan, Tibet, Guizhou, Hunan)